# Jamie Curry
Jamie Marie Curry, novo zelandijska komičarka, * 26. julij 1996, Nova Zelandija
Curry je znana po svojih komičnih posnetkih, ki jih objavlja na svojima kanaloma na Youtubu in Facebooku. V njih upodablja različne stalne like kot so : 
Mum
Dad
Sharniqua 
Vicky
Teacher

Prvi kanal
Na prvem kanalu so videi, ki so smešni in so dolgi od 7 sekund do 2 minuti. Na svojem prvem kanalu na Facebooku ima okoli 7 milijon oboževalcev in ima okoli 200 videov.

### Drugi kanal
Na drugem kanalu pa objavlja videe,v katerih govori o različnih temah kot so video igrice, znani obrazi, hrana, problemi s starši, problemi v šoli itd. Njeni videi na drugem kanalu so po navadi dolgi od 3 do 5 minut. Včasih tudi 10. Na tem kanalu pa ima okoli 600.000 oboževalcev in 18 videoposnetkov. 

### Ostalo
Jamie Curry je imela 1 intervju v 'Erin Simpsov Show'. Nastopala pa je tudi v glasbenem spotu imenovanem 'Girl Next Door'. 
Trenutno se pripravlja za odhod v London, kjer bo gostiteljica na koncertu pop skupine M.A.D.